# Giant Little Ones
Giant Little Ones là một bộ phim Canada 2018, do Keith Behrman đạo diễn. Phim có sự tham gia của Kyle MacLachlan và Maria Bello trong vai cha mẹ của một cậu bé tuổi teen (Josh Wiggins), cuộc sống của họ bị đảo lộn sau khi con trai và một người bạn của họ có liên quan đến một sự kiện tại một bữa tiệc.
Bộ phim được quay ở Sault Ste. Marie, Ontario năm 2017.
Nó được công chiếu vào ngày 9 tháng 9 năm 2018 tại Liên hoan phim quốc tế Toronto 2018 và sau đó đã được phát hành giới hạn tại Hoa Kỳ vào ngày 1 tháng 3 năm 2019.
Vào tháng 12 năm 2018, Liên hoan phim quốc tế Toronto đã đặt tên bộ phim vào danh sách Canada's Top Ten cuối năm. Behrman đã giành giải thưởng của Hội phê bình phim Vancouver cho Kịch bản hay nhất cho một bộ phim Canada.

## Nội dung
Ray Winter bỏ vợ, Carly, cho một người đàn ông khác. Con trai thể thao, nổi tiếng của Ray, Franky, từ chối nói chuyện với cha mình bất chấp lời cầu xin của Ray.
Bộ phim bắt đầu một thời gian sau đó, khi Franky chuẩn bị kỷ niệm sinh nhật của mình. Người bạn thân nhất của cậu, vận động viên bơi lội Ballas Kohl, gây áp lực cho Franky ngủ với bạn gái Priscilla giống như Ballas và bạn gái của cậu, Jess, đã làm. Ballas tự hào đã có quan hệ tình dục nhiều lần. Sau bữa tiệc sinh nhật của Franky, một Ballas say xỉn thực hiện hành vi đồng tính luyến ái với một Franky say đắm không kém. Ballas sợ hãi vì hành động của cậu ta đã làm chuyện đó, và cậu ta và bạn gái của cậu ta bắt đầu lan truyền tin đồn rằng chính Franky là người khởi xướng chuyện ấy. Khi một thành viên của đội bơi trường trung học bắt nạt học sinh Michael, Franky đứng lên bảo vệ đồng đội của mình và bảo vệ cậu ta, củng cố niềm tin của hầu hết những đứa trẻ ở trường rằng Franky là người đồng tính.
Franky dần dần bắt đầu cuộc sống của mình trở lại với nhau bằng cách kết bạn với người bạn chuyển giới có khả năng là Mouse. Cậu ta cũng nhen nhóm mối quan hệ của mình với chị gái của Ballas, Natasha, người mà mọi người (bao gồm cả Franky) đã tẩy chay một thời gian trước đây như một "con đĩ" sau khi cô ta bị tấn công tình dục tại một bữa tiệc. Cậu kết nối lại với cha mình và thừa nhận rằng cậu không chắc chắn, vì cậu không cảm thấy khó chịu trong vụ việc với Ballas. Cha cậu chỉ ra rằng cậu có thể chưa biết sự thật đầy đủ của mình, nhưng cậu không cần phải vội vàng xác định ngay lập tức. Thông qua hướng dẫn này và sự hỗ trợ của gia đình và bạn bè, Franky thấy mình tự tin và kiên cường, nỗ lực kết nối lại với Ballas.

## Diễn viên
- Josh Wiggins vai Franky Winter
- Darren Mann vai Ballas Kohl, Bạn thân suốt đời của Franky
- Taylor Hickson vai Natasha Kohl, Em gái của Ballas
- Peter Outerbridge vai Nic Kohl
- Niamh Wilson vai Mouse, Bạn nữ của Franky (người có thể hoặc không thể là người chuyển giới)
- Kiana Madeira vai Jess, Bạn gái của Ballas
- Hailey Kittle vai Priscilla, Bạn gái của Franky
- Stephanie Moore vai Angie Kohl
- Evan Marsh vai Connor
- Olivia Scriven vai Deanne Wintet, Chị gái Franky
- Carson MacCormac vai Michael, một cậu bé bị bắt nạt
- Kyle MacLachlan vai Ray Winter, Cha của Franky
- Maria Bello vai Carly Winter, Mẹ của Franky

## Phản ứng quan trọng
Giant Little Ones nhận được đánh giá tích cực. Trên Metacritic, bộ phim có số điểm trung bình là 67 trên 100, dựa trên 17 nhà phê bình, cho thấy "những đánh giá chung có lợi". Trên trang web Rotten Tomatoes, bộ phim có tỷ lệ tán thành 93%, dựa trên 55 đánh giá. Sự đồng thuận của trang web có nội dung: "Giant Little Ones tạo ra một vòng xoáy phức tạp và mới mẻ về bộ phim truyền hình thời đại truyền thống, được nâng cao hơn nữa bởi những nỗ lực đáng ngưỡng mộ của một diễn viên tài năng." Viết cho CBC Arts trong chuyên mục Queeries thường xuyên của mình về giải trí LGBTQ, Peter Knegt ca ngợi bộ phim là một phần của xu hướng gia tăng và cần thiết về sự miêu tả trung thực về vấn đề tình dục và nhận dạng tình dục tuổi teen. Ông viết rằng bộ phim "cảm thấy giống như một thứ thuốc giải độc cho tình yêu đồng tính tuổi teen rom-com Love, Simon, cảm giác như nó hầu như không làm trầy xước bề mặt của những gì nhân vật của nó đang trải qua."